# Constantin Nica
Constantin Nica (n. 18 martie 1993, Afumați, România) este un fotbalist român liber de contract, care joacă pe post de fundaș lateral. Pe plan internațional, are prezențe la națională pentru România Sub-19, România Sub-21 și România. în Serie A.

## Cariera de club
Crescut la Dinamo București, a debutat pentru prima echipă a acestui club la data de 5 mai 2012, într-un meci din Liga I cu CFR Cluj.
Pe 23 mai 2012 a câștigat Cupa României cu Dinamo, iar pe 14 iulie 2012, Supercupa României, împotriva campioanei CFR Cluj.
La data de 11 iulie 2013, acesta a fost transferat la Atalanta, pentru suma de 1,6 milioane de euro. Acolo, a jucat doar 7 meciuri în Serie A, suferind din cauza unei accidentări la genunchi. A fost împrumutat la mai multe echipe din ligile inferioare italiene, și în 2018 înapoi la Dinamo. Italianul Dario Bonetti, fost antrenor la Dinamo, afirma că Nica a fost „victima sistemului fotbalistic italian”. Și la Dinamo a jucat doar 3 meciuri, după care, la expirarea împrumutului, a plecat definitiv de la Atalanta și a semnat cu FC Dunărea Călărași, echipă pentru care nu a jucat însă niciun minut.
În septembrie 2019, Nica a ajuns la FC Voluntari cu care a semnat un contract pentru un sezon. A jucat doar în două meciuri pentru echipa ilfoveană, iar în ianuarie 2020 și-a reziliat contractul cu FC Voluntari. Tot în ianuarie, Nica a mers la Vojvodina Novi Sad pentru care însă nu a jucat vreun meci.
În aprilie 2021, a revenit la Dinamo, antrenându-se alături de echipă, dar nu a putut semna contractul cu gruparea bucureșteană care a avut interdicție la transferuri. Acordul a fost semnat abia pe 2 septembrie, după ce a fost ridicată respectiva interdicție.

## Carieră internațională
Nica a jucat pentru România U-19. În august 2012, el a făcut debutul pentru  U-21 într-un meci amical împotriva Suediei. În august 2013 a debutat pentru echipa de seniori într-un meci amical împotriva Slovaciei.